# Franz Mendelssohn
Franz Viktor Mendelssohn (* 25. Juli 1887 in Potsdam; † 17. Juli 1971 in Freiburg im Breisgau) war ein deutscher Diplom-Ingenieur, Marineoberbaurat und Diplomat.

## Leben

### Herkunft
Franz Mendelssohn entstammte der Berliner Familie Mendelssohn. Er war ein Sohn vom Juristen Alexander Mendelssohn (1856–1935) und Jenny, geb. von Leyden (1864–1944), Tochter Ernst von Leydens.
Franz Mendelssohn konnte trotz seiner jüdischen Herkunft und dem Namen im nationalsozialistischen Deutschland Karriere machen und änderte, entgegen seinem jüngeren Bruder Ernst, den Namen nicht. Er galt als Vierteljude, wurde aber Mitglied der NSDAP. Einen Schutz vor Verfolgung durch die Nationalsozialisten erhielt er durch die Admirale Ernst Wolf und Eugen Lindau, beides Leiter der Kriegsmarinedienststelle Hamburg, wo Mendelssohn später aktiv war.

### Werdegang
Franz Mendelssohn studierte Maschinen- und Schiffbau und wurde Diplom-Ingenieur. Er trat am 1. Mai 1912 in die Kaiserliche Marine ein. Als Leutnant zur See der Reserve wurde er am 19. Oktober 1914 Marine-Schiffbaumeister mit dem Rang des Kapitänleutnants.
Nach dem Krieg wurde er in die Reichsmarine übernommen und war hier ab 1920 Baurat.
Mit der Einrichtung war er ab März 1935 Chef des Technischen Amtes der Kriegsmarinedienststelle Hamburg und blieb dies bis Dezember 1939. Ab 1. September 1937 war er Oberbaurat. Anschließend wurde er bis Juli 1940 Schiffbaureferent im Erprobungskommando für Kriegsschiffneubauten. Von Juli 1940 bis Oktober 1940, die Dauer des Bestehens der Dienststelle, war er in gleicher Funktion beim Seetransportchef z. b. V. Paris. Er war dann bis Mai 1942 als Schiffbaureferent und Chef des Technischen Amtes im Oberwerftstab Paris beim Kommandierender Admiral Frankreich. Als Schiffbaureferent wechselte er zum Oberwerftstab Schwarzes Meer und blieb hier bis April 1943. Ab April 1943 war er für knapp ein Jahr Landesbeauftragter für den Südostraum des Hauptamtes Kriegsschiffbau. Für zwei Monate war er ab April 1944 Leiter der Marine-Bauaufsicht St. Nazaire und kam dann in gleicher Funktion bis August 1944 nach Bordeaux. Hier kam er im August 1944 in Kriegsgefangenschaft, aus welcher er im März 1946 entlassen wurde.
Nach dem Krieg war er ab 1. Mai 1946 Vertragsangestellter und bis 1947 Leiter der Außenstelle Hamburg im neu eingerichteten Zentralamt für Wirtschaft (ZAW) und blieb auch nach der Überführung des ZAW in das Verwaltungsamt für Wirtschaft (VfW) im Sommer 1946 bis 20. September 1949 im VfW. In den Ämtern war er vom 1. Mai 1947 bis 31. Mai 1948 Referent in der Hauptabteilung IV und anschließend im Länderreferat der Hauptabteilung V des VfW.
Ab 21. September 1949 war er im Bundesministerium für Wirtschaft, welches aus dem VfW hervorgegangen war, ab 18. September 1950 als Oberregierungsrat. Nachdem am 12. Mai 1951 in Bombay ein Generalkonsulat für Indien eingerichtet worden war, wurde Mendelssohn dort Generalkonsul. Er blieb dies bis 1953.

### Familie
Mendelssohn heiratete am 2. September 1915 die spätere Ärztin Elly, geb. Wingendorf (1892–1962).